# Ravine Blanche (quartier)
Pour les articles homonymes, voir Ravine Blanche.
 (septembre 2008).
Si vous disposez d'ouvrages ou d'articles de référence ou si vous connaissez des sites web de qualité traitant du thème abordé ici, merci de compléter l'article en donnant les références utiles à sa vérifiabilité et en les liant à la section « Notes et références ».
Le quartier de la Ravine Blanche compte environ 7 000 habitants et se situe à l'ouest du  centre-ville de Saint-Pierre, sur l'île de La Réunion.

## Description
C'est le quartier ayant la densité de population la plus forte de la ville. Il est le premier quartier de Saint-Pierre à avoir accueilli des logements sociaux collectifs, qui furent construits pour la plupart dans les années 1970, ces immeubles atteignent pour les plus hauts 6 étages. Il a fait partie des cinq premiers quartiers de la Réunion à bénéficier d'une opération de l'ANRU, à terme ce sont 400 nouveaux logements sociaux, un parc urbain de 2 hectares, un nouveau groupe scolaire et une voie de TCSP qui sont venus s'ajouter au quartier, à cela il faut ajouter la réhabilitation de 852 logements et la résidentialisation de la quasi-totalité du parc de logements sociaux.

## Article de presse
Six quartiers de Saint-Pierre bénéficient du contrat urbain de cohésion sociale dont celui de Ravine Blanche, particulièrement défavorisé. En plus de cet aide, le quartier vivra bientôt une seconde jeunesse grâce à un accord de 120 millions d'euros passé avec l'État pour rénover Ravine Blanche. Chômage supérieur à 50 %, niveau scolaire médiocre avec des taux de réussite aux évaluations en CE2, en 6e et au brevet des collèges inférieures à 50 %. Les six quartiers visés par le Contrat urbain de cohésion sociale (Ravine Blanche, Ravine des Cabris et Bois d'Olives, Basse-Terre/Joli Fond, Grands Bois, Terre-Sainte et Pierrefonds) n'ont toutefois pas besoin d'une grande enquête pour démontrer leur caractère défavorisé. C'est dans ce cadre qu'est né le contrat de ville transformé par la suite en Cucs. Celui-ci vise à agir sur plusieurs leviers dont l'éducation, pour tenter d'inverser la tendance. Et avec l'intégration d'autres dispositifs sociaux déjà existants, le Cucs a déployé 1,9 million d'euros de financement, en 2007. Cet argent permet de financer de multiples projets. Mais c'est à Ravine Blanche qu'un effort particulier est porté. Le quartier se singularise malheureusement par la plus forte délinquance de Saint-Pierre. Les familles sont généralement défavorisées et 80 % des jeunes de moins de 25 ans sont sans qualification. L'une des priorités est le soutien scolaire sous toutes ses formes. Une aide aux porteurs de projets est également consentie alors qu'une maison d'accueil et d'écoute des familles est accompagné par le Contrat urbain de cohésion sociale. Mais le plus important est à venir. Avec le programme de réhabilitation du quartier (ANRU), d'un montant de 120 millions d'euros sur cinq ans, les équipes du Cucs et du programme de rénovation urbaine seront réunies dans les mêmes locaux pour une meilleure lisibilité de leur action. De même, les habitants sont consultés sur différents sujets afin de les faire participer à la modernisation de leur quartier.

## Quelques chiffres
- 1465 logements sociaux
- 5 écoles
- 2 terrains de sport en synthétique
- 1 terrain de Beach Volley (plage de Salahin)
- Le marché forain le samedi matin
- 2 temples tamouls, parmi lesquels le temple Narassingua Peroumal
- 1 église[1].
- 1 hôtel 3 étoiles (plage de Salahin)
- 1 EHPAD

## Photos

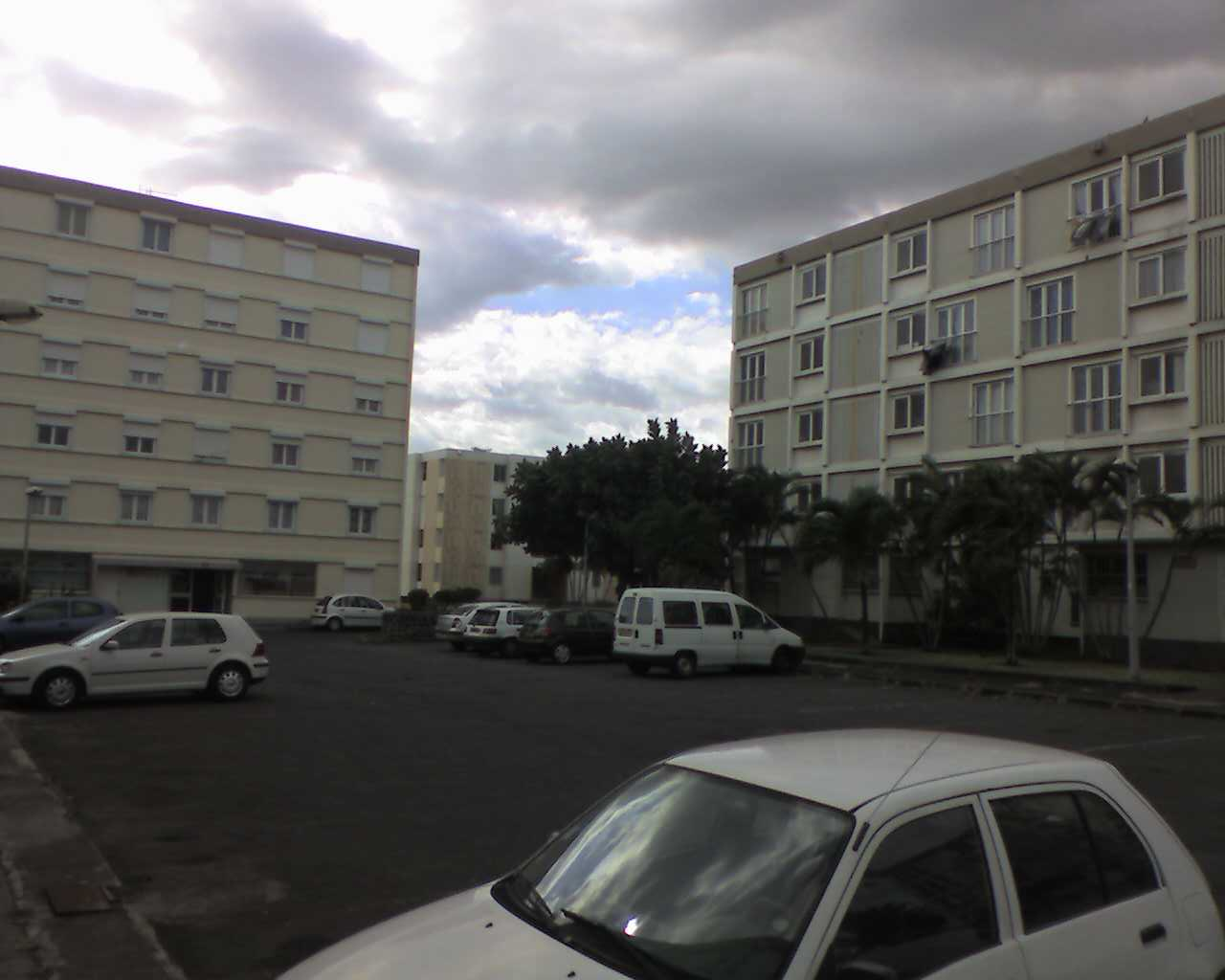
Logements sociaux avant A.N.R.U.
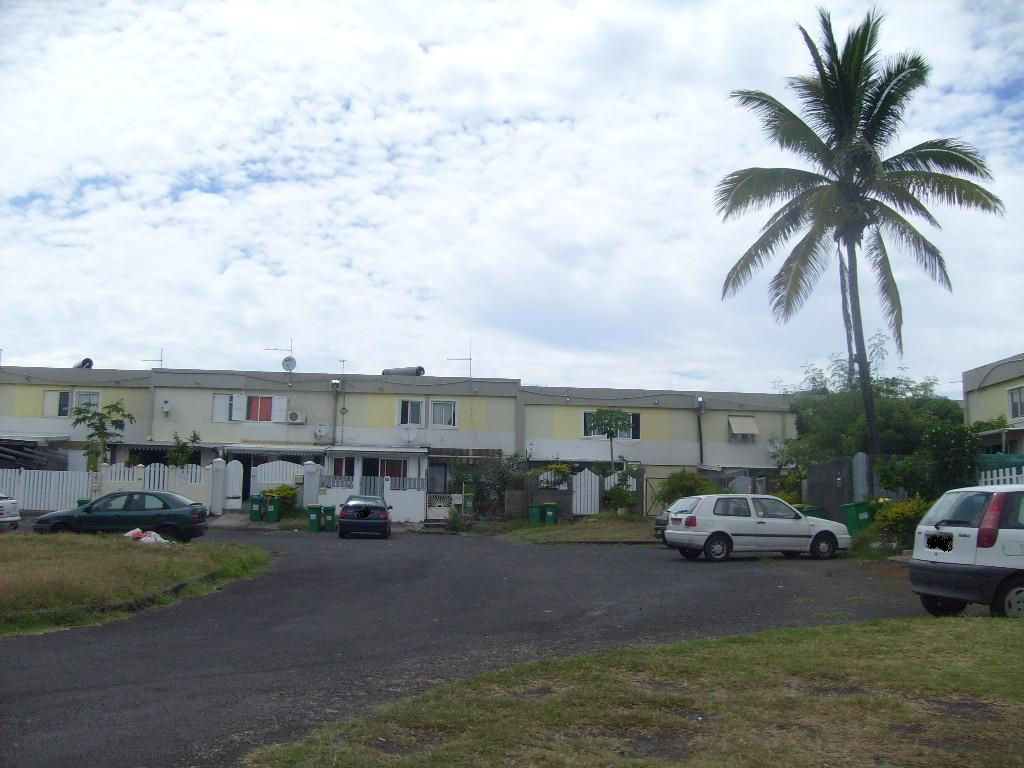
Logements sociaux de types maisons en bandes avant A.N.R.U.
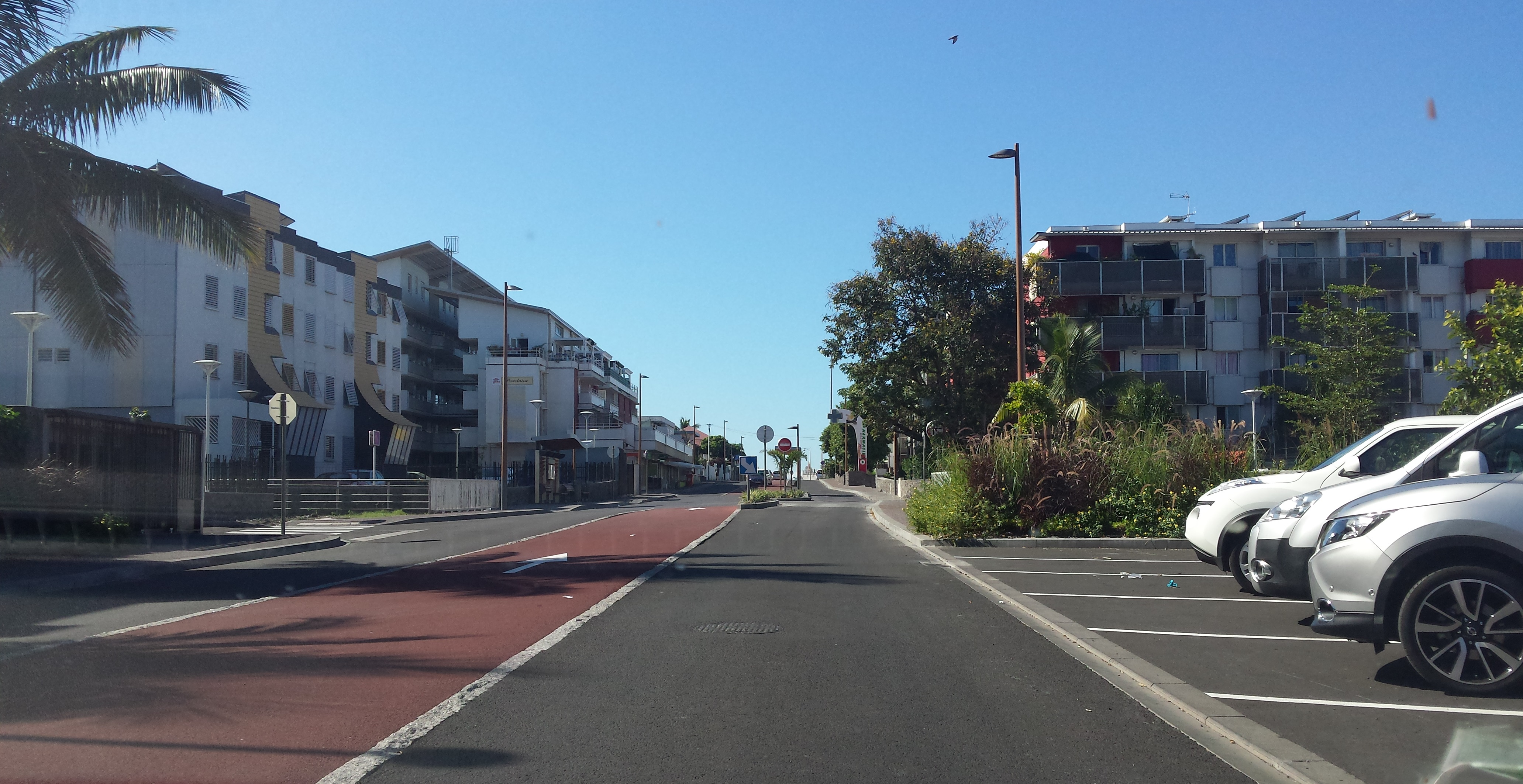
Logements sociaux après A.N.R.U.
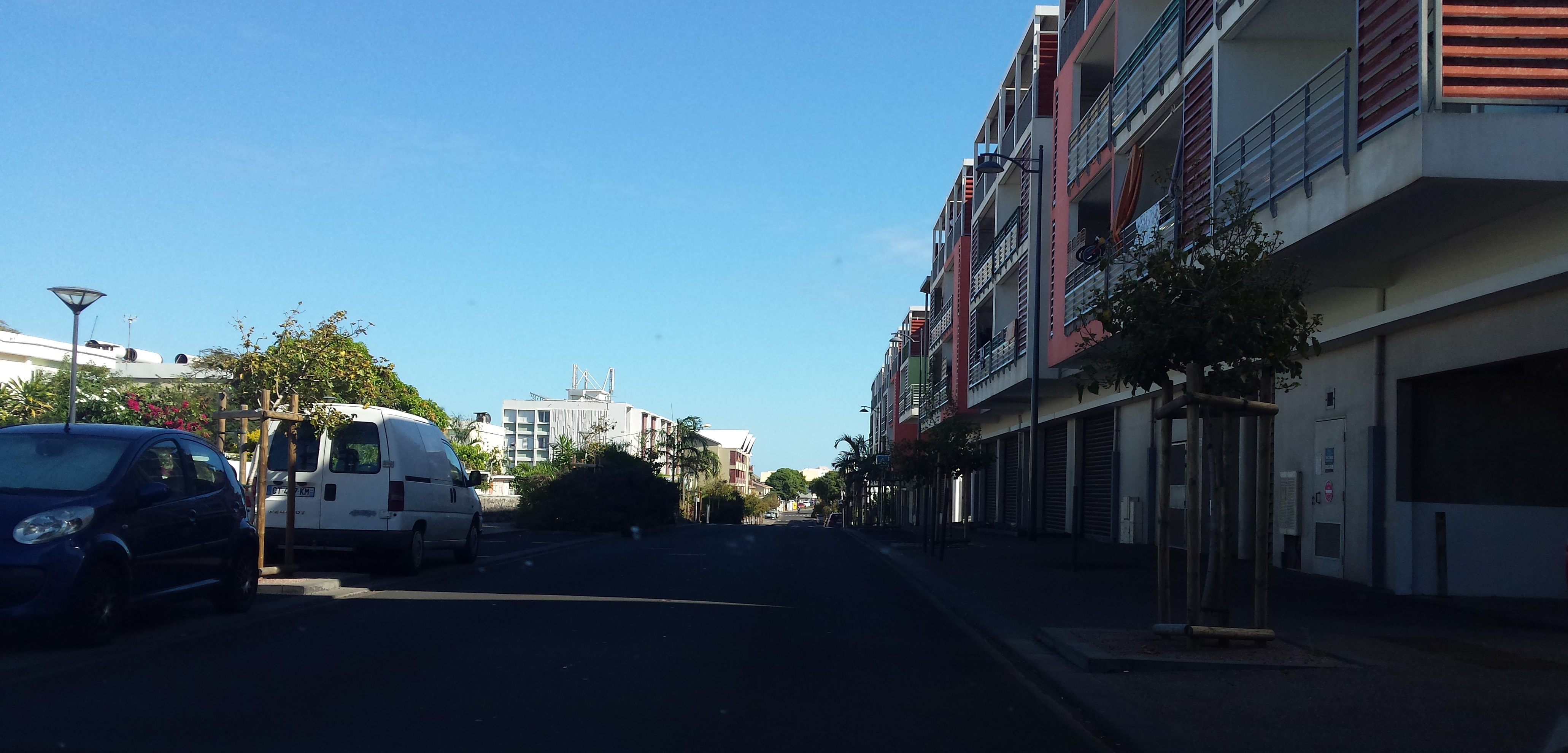
Logements sociaux après A.N.R.U.
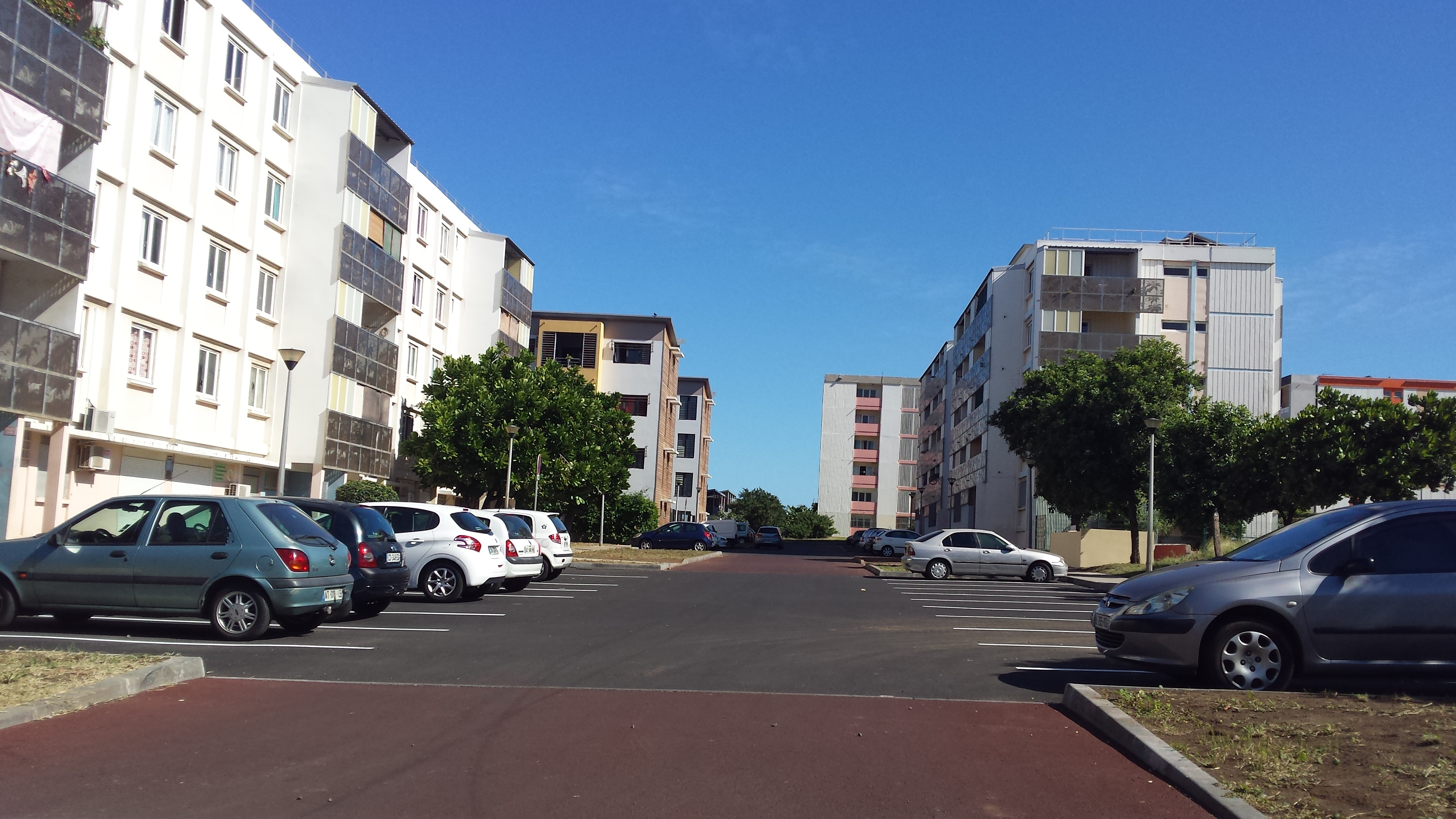
Logements sociaux après A.N.R.U.